# 15609 Kosmaczewski
15609 Kosmaczewski eller 2000 GP124 är en asteroid i huvudbältet som upptäcktes den 7 april 2000 av LINEAR i Socorro County, New Mexico. Den är uppkallad efter Sara Kosmaczewski.
Asteroiden har en diameter på ungefär 5 kilometer.